# العصور المظلمة (علم التأريخ)

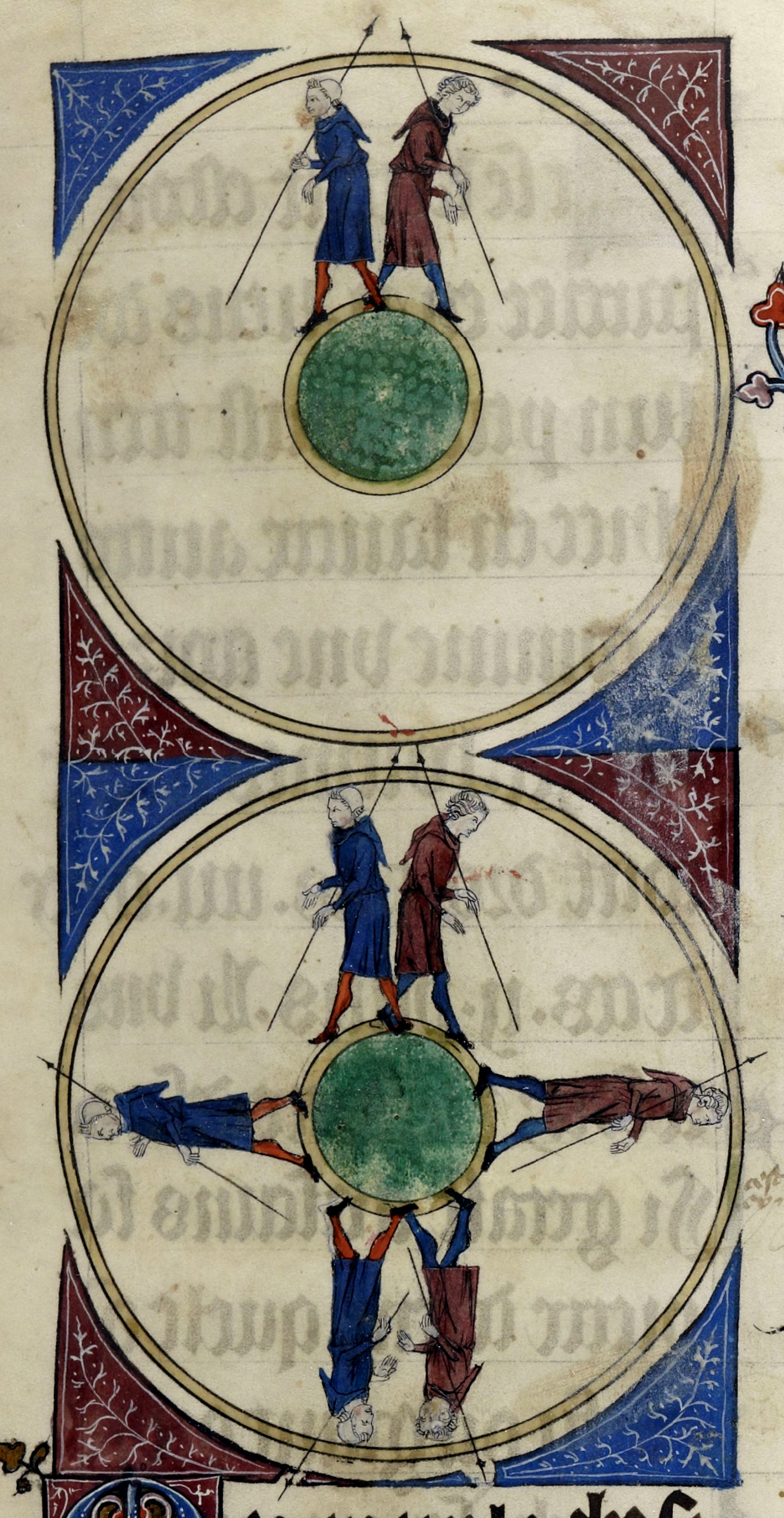
رسم فني للأرض الكروية من القرن 14

العصور المظلمة هي مصطلح تحقيبي تاريخي يشير عادة إلى العصور الوسطى (نحو القرن الخامس – القرن الخامس عشر) ويؤكد على الانحلال الديموغرافي والثقافي والاقتصادي الذي حدث في أوروبا الغربية عقب اضمحلال الإمبراطورية الرومانية.
يوظف المصطلح الأيقونات ذات ثنائية الأسود والأبيض لتبيان «ظلام» تلك الفترة (جراء نقص السجلات) مقارنة مع فترات «الإشراق» السابقة واللاحقة (التي تمتاز بوفرة سجلاتها). نشأت فكرة «العصور المظلمة» في ثلاثينيات القرن الرابع العشر لدى الباحث الإيطالي فرانشيسكو بتراركا، وهو الذي اعتبر القرون التالية لسقوط الإمبراطورية قرونًا «مظلمة» مقارنة بالعصور الكلاسيكية القديمة «المشرقة». اشُتقت عبارة «عصور مظلمة» من العبارة اللاتينية ساكولوم أوبسكوروم، وهي العبارة التي استخدمها سيزاري بارونيو عام 1602 لوصف الفترة المضطربة بين القرنين العاشر والحادي عشر ميلادي. لذا جاء هذا المصطلح ليشخص كامل فترة العصور الوسطى بوصفها فترة ظلام فكري في أوروبا تمتد منذ سقوط روما وحتى عصر النهضة، وأصبح هذا التوصيف شائعًا بشكل خاص خلال عصر التنوير في القرن الـ 18.
تزامنًا مع فهم المجتمع الأوروبي مكتسبات تلك الفترة في القرنين التاسع عشر والعشرين، بدأ الباحثون تقييد مصطلح «العصور المظلمة» ليشمل فقط العصور الوسطى المبكرة (نحو القرن الخامس – القرن العاشر)، ويرفض باحثوا اليوم استخدامها أيضًا لتوصيف تلك الفترة. يتجنب أغلب الباحثين الحديثين استخدام المصطلح من الأساس بسبب مضامينه السلبية، ويرون أنه مصطلح مضلل وغير دقيق. لا يزال تعريف بتراركا الازدرائي لتلك الفترة مستخدمًا، وغالبًا في الثقافة الشعبية التي تسيء توصيف العصور الوسطى أغلب الأحيان واصفة إياها بفترةٍ من العنف والتخلّف.

## تاريخ

### بتراركا

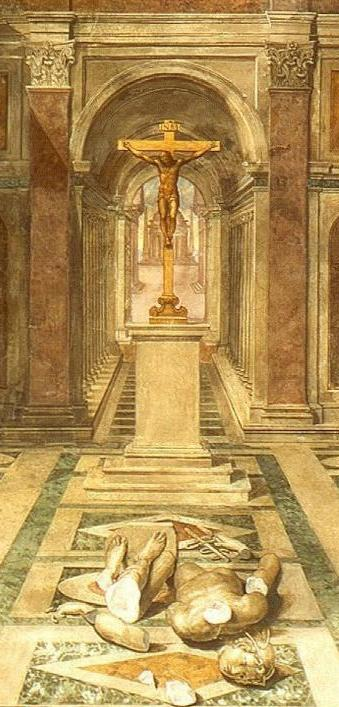
انتصار المسيحية بريشة توماسو لوريتي (1530م – 1602م)، لوحة السقف في سالا دي كونستانتينو ، قصر الفاتيكان. صور مثل هذه تحتفل بانتصار المسيحية على وثنية العصور القديمة.

نشأت فكرة العصور المظلمة لدى الباحث التوسكاني بتراركا في ثلاثينيات القرن الرابع عشر. كتب بتراركا عن الماضي قائلًا: «وسط الأخطاء هناك، برز رجال من العباقرة، كانت عيونهم ثاقبة النظر، على الرغم من أنهم كانوا محاطين بالظلام والقتامة الشديدة». استخدم الكتاب المسيحيون، من بينهم بتراركا، الاستعارات التقليدية لـ «الضوء مقابل الظلام» لوصف «الخير ضد الشر». كان بتراركا أول من أعطى التشبيه معناه العلماني عبر قلب طريقة تطبيقه. فرأى بتراركا حينها الكلاسيكية القديمة في «ضوء» إنجازاتها الثقافية، بينما اعتُبرت تلك الفترة سابقًا عصرًا «مظلمًا» بسبب غياب الإيمان بالمسيحية، بينما اعتُبر زمن بتراركا نفسه، والذي افتقد الإنجازات الثقافية، عصرًا مظلمًا هو الآخر.
من وجهة النظر تلك في شبه الجزيرة الإيطالية، اعتبر بتراركا الفترة الرومانية والكلاسيكية القديمة تعبيرًا عن العظمة. أمضى بتراركا معظم سنواته مرتحلًا في أوروبا، يعيد اكتشاف ونشر النصوص الكلاسيكية اللاتينية والإغريقية. أراد بتراركا استرجاع النقاء السابق للغة اللاتينية. اعتُبرت الأعوام الـ 900 السابقة بنظر النهضويين الإنسانيين عصورًا من الركود، فلم يتطور التاريخ عبر مؤلف العصور الست للعالم الديني لأوغسطينوس، إنما عبر المصطلحات الثقافية (أو العلمانية) التي جاءت عبر التطوير التقدمي للمثل الكلاسيكية والأدب والفن.
كتب بتراركا أن التاريخ يتألف من فترتين: الفترة الكلاسيكية الخاصة بالإغريق والرومان، ثم فترة الظلام التي عقبتها، وهي الفترة التي عاش فيها بتراركا. في نحو العام 1343م، في ختام ملحمته الشعرية أفريقية، كتب بتراركا: «قدري هو العيش بين عواصف متنوعة ومربكة. لكن بالنسبة لك على الأرجح، إذا عشت أطول مني كما آمل وأتمنى، سيمر عليك عصر أفضل. لن يستمر هذا النوم المنسي للأبد. عندما تتشتت الظلمة، سيعود أحفادنا ببريقهم النقي السابق».

### الإصلاحات
خلال الإصلاحات في القرنين السادس عشر والسابع عشر، كان لدى البروتستانت عمومًا وجهة نظر مماثلة لعلماء عصر النهضة الإنسانيين مثل بترارك، لكنهم أضافوا أيضًا منظورًا معادٍ للكاثوليكية . لقد اعتبروا العصور القديمة الكلاسيكية عصرًا ذهبيًا ليس فقط بسبب الأدب اللاتيني ولكن أيضًا لأنها شهدت بدايات المسيحية. لقد روجوا لفكرة أن "العصر الأوسط" كان وقتًا مظلمًا أيضًا بسبب الفساد داخل الكنيسة الكاثوليكية ، مثل حكم الباباوات كملوك، وتبجيل ذخائر القديسين ، والكهنوت الفاجر، والنفاق الأخلاقي المؤسسي. 

### بارونيوس
ردًا على البروتستانت ، طور الكاثوليك صورة مضادة لتصوير العصور الوسطى العليا على وجه الخصوص على أنها فترة من الوئام الاجتماعي والديني وليست "مظلمة" على الإطلاق.  كان الرد الكاثوليكي الأكثر أهمية على قرون ماغديبورغ هو الحوليات الكنسية للكاردينال سيزاري بارونيو . كان بارونيوس مؤرخًا مدربًا وأنتج عملاً وصفته الموسوعة البريطانية في عام 1911م بأنه "يفوق بكثير أي شيء من قبل" والذي اعتبره أكتون "أعظم تاريخ كُتب للكنيسة على الإطلاق".  غطت الحوليات القرون الاثني عشر الأولى للمسيحية حتى عام 1198م، وتم نشرها في اثني عشر مجلدًا بين عامي 1588م و1607م. في المجلد العاشر صاغ بارونيوس مصطلح "العصر المظلم" للفترة ما بين نهاية الإمبراطورية الكارولنجية عام 888م والحركات الأولى للإصلاح الغريغوري في عهد البابا كليمنت الثاني عام 1046م:
| قرن        | مجلدات  | رقم المجلدات |
| ---------- | ------- | ------------ |
| السابع     | 80-88   | 8            |
| الثامن     | 89-96   | 7            |
| التاسع     | 97-130  | 33           |
| العاشر     | 131-138 | 7            |
| الحادي عشر | 139-151 | 12           |
| الثاني عشر | 152-191 | 39           |
| الثالث عشر | 192-217 | 25           |

ومن الجدير بالذكر أن بارونيوس أطلق على العصر اسم "المظلم" بسبب ندرة السجلات المكتوبة. يمكن توضيح "نقص الكُتاب" الذي أشار إليه من خلال مقارنة عدد المجلدات في كتاب جاك بول ميني (Patrologia Latina) الذي يحتوي على أعمال الكُتاب اللاتينيين من القرن العاشر (قلب العصر الذي أسماه "مظلم") مع العدد الذي يحتوي على أعمال الكتاب من القرون السابقة واللاحقة. وكانت أقلية من هؤلاء الكتاب من المؤرخين.

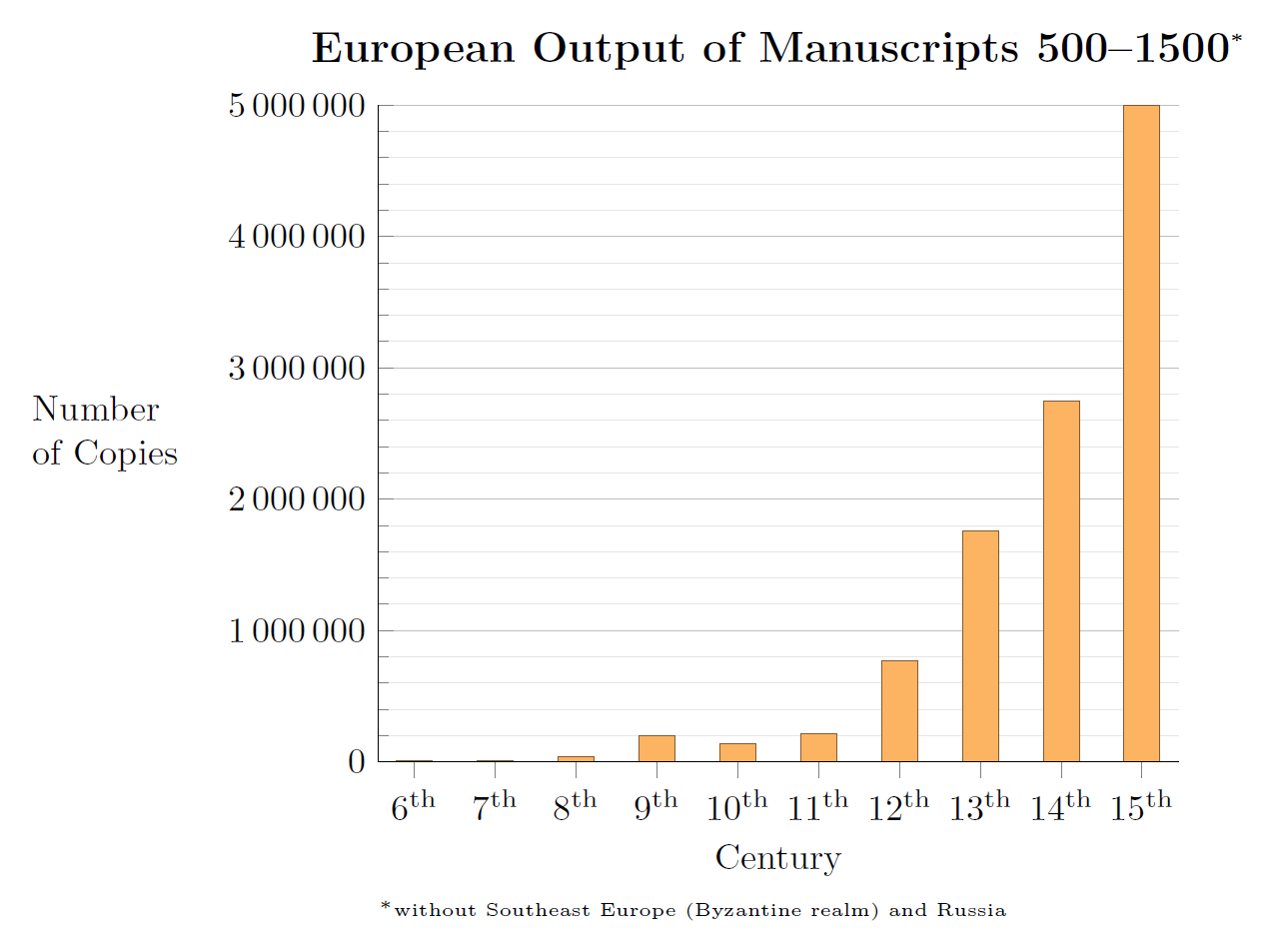
إنتاج المخطوطات في العصور الوسطى. كانت بداية العصور الوسطى أيضًا فترة من النشاط المنخفض في النسخ. هذا الرسم البياني لا يشمل الإمبراطورية البيزنطية او روسيا.

هناك انخفاض حاد من 34 مجلدًا في القرن التاسع إلى 8 مجلدات فقط في القرن العاشر. يشير القرن الثاتي عشر، مع الثالث عشر، إلى انتعاش معين، والقرن الثاني عشر، مع 40، يفوق القرن التاسع، وهو الأمر الذي فشل القرن الحادي عشر، مع 26 فقط، في القيام به. لقد كان هناك بالفعل "عصر مظلم"، حسب تعبير بارونيوس، عن "نقص الكتاب"، بين عصر النهضة الكارولنجية في القرن التاسع وبدايات ما يسمى بنهضة القرن الثاني عشر، في وقت ما في القرن الحادي عشر . علاوة على ذلك، كانت هناك فترة سابقة من "نقص الكُتاب" خلال القرنين السابع والثامن. لذلك، في أوروبا الغربية، يمكن تحديد "عصرين مظلمين"، يفصل بينهما عصر النهضة الكارولنجية الرائع ولكن القصير.
يبدو أن "العصر المظلم" لبارونيوس قد صدم المؤرخين، لأنه في القرن السابع عشر بدأ المصطلح ينتشر إلى لغات أوروبية مختلفة، مع مصطلحه اللاتيني الأصلي saeculum obscurum أن يكون محجوزاً للمدة التي طبقها فيها. استخدم البعض، بعد بارونيوس، مصطلح "العصر المظلم" بشكل محايد للإشارة إلى ندرة السجلات المكتوبة، لكن استخدمه آخرون بشكل ازدراء وانهاروا في هذا الافتقار إلى الموضوعية الذي أفقد هذا المصطلح مصداقيته بالنسبة للعديد من المؤرخين المعاصرين.
كان أول مؤرخ بريطاني يستخدم هذا المصطلح على الأرجح جيلبرت بيرنت ، بصيغة "العصور المظلمة" التي ظهرت عدة مرات في عمله خلال أواخر القرن السابع عشر. يبدو أن الإشارة الأولى كانت في "الرسالة الإهداءية" للمجلد الأول من تاريخ إصلاح كنيسة إنجلترا عام 1679م، حيث كتب: "كان هدف الإصلاح هو إعادة المسيحية إلى ما كانت عليه في البداية، وتطهيرها من تلك الفسادات التي عصفت بها في العصور المتأخرة المظلمة. استخدمها مرة أخرى في المجلد الثاني عام 1682م، حيث رفض قصة "قتال القديس جورج مع التنين" ووصفها بأنها أسطورة تشكلت في العصور المظلمة لدعم روح الدعابة الفروسية".  كان بيرنت أسقفًا يؤرخ كيف أصبحت إنجلترا بروتستانتية، وكان استخدامه لهذا المصطلح دائمًا ازدرائيًا.

## الاستخدام العلمي الحديث
تم استخدامُ هذا المصطلح على نطاق واسع من قبل مؤرخي القرن التاسع عشر. في عام 1860م، في كتاب "حضارة النهضة في إيطاليا" ، أوضح جاكوب بوركهارت التناقض في العصور الوسطى بين "العصور المظلمة" وعصر النهضة الأكثر استنارة، والذي أعاد إحياء الإنجازات الثقافية والفكرية في العصور القديمة.  إن أول إدخال لـ "العصور المظلمة" بأحرف كبيرة في قاموس أكسفورد الإنجليزي (OED) هو مرجع في كتاب "تاريخ الحضارة في إنجلترا" لهنري توماس باكل عام 1857م، والذي كتب: "خلال هذه، التي تسمى بحق العصور المظلمة، كان رجال الدين هم الأعلى". عرّف قاموس أكسفورد الإنجليزي في عام 1894م "العصور المظلمة" غير المحرفة بأنها "مصطلح ينطبق أحيانًا على فترة العصور الوسطى للإشارة إلى الظلام الفكري الذي كان سائدًا في ذلك الوقت". 
ومع ذلك، شهدت أوائل القرن العشرين إعادة تقييم جذرية للعصور الوسطى، مما دعا إلى التشكيك في مصطلحات الظلام،  أو على الأقل استخدامه الأكثر تحقيرًا. في عام 1977م، تحدث المؤرخ دينيس هاي بسخرية عن "القرون المفعمة بالحيوية والتي نسميها بالمظلمة".  وبشكل أكثر قوة، يصف كتاب عن تاريخ الأدب الألماني نُشر عام 2007م "العصور المظلمة" بأنها "أسلوب شائع وإن كان غير مدروس في الكلام". 
لا يستخدم معظم المؤرخين المعاصرين مصطلح "العصور المظلمة" ويفضلون مصطلحات مثل العصور الوسطى المبكرة . ومع ذلك، عند استخدامه من قبل بعض المؤرخين اليوم، فإن مصطلح "العصور المظلمة" يقصد به وصف المشاكل الاقتصادية والسياسية والثقافية لتلك الفترة.   وبالنسبة للآخرين، فإن المقصود من مصطلح العصور المظلمة هو أن يكون محايدًا، ويعبر عن فكرة أن أحداث تلك الفترة تبدو لنا "مظلمة" بسبب ندرة السجل التاريخي .  على سبيل المثال، علق روبرت سالاريس على عدم وجود مصادر لتحديد ما إذا كان وباء الطاعون من 541 إلى 750 قد وصل إلى شمال أوروبا، ويرى أن "لقب العصور المظلمة لا يزال بالتأكيد وصفًا مناسبًا لهذه الفترة".  وقد أستخدم المصطلح أيضًا بهذا المعنى (غالبًا بصيغة المفرد) للإشارة إلى انهيار العصر البرونزي والعصور المظلمة اليونانية اللاحقة،  العصر المظلم البارثي القصير (القرن الأول قبل الميلاد)،  العصور المظلمة في كمبوديا ( ج.1450-1863 م)، وكذلك العصر الرقمي المظلم الافتراضي الذي سيحدث إذا أصبحت الوثائق الإلكترونية التي تم إنتاجها في الفترة الحالية غير قابلة للقراءة في وقت ما في المستقبل.  استخدم بعض البيزنطيين مصطلح العصور المظلمة البيزنطية للإشارة إلى الفترة الممتدة من الفتوحات الإسلامية الأولى إلى حوالي عام 800م،  لأنه لا توجد نصوص تاريخية موجودة باللغة اليونانية من تلك الفترة، وبالتالي تاريخ الإمبراطورية البيزنطية وأراضيها إن الآثار التي غزاها المسلمون غير مفهومة جيدًا ويجب إعادة بنائها من مصادر أخرى معاصرة، مثل النصوص الدينية.   إن مصطلح "العصر المظلم" لا يقتصر على مجال التاريخ. وبما أن الأدلة الأثرية لبعض الفترات وفيرة وفي فترات أخرى هزيلة، فإن هناك أيضًا عصورًا أثرية مظلمة. 
نظرًا لتداخل العصور الوسطى المتأخرة بشكل كبير مع عصر النهضة، أصبح مصطلح "العصور المظلمة" مقصورًا على أوقات وأماكن مختلفة في أوروبا خلال العصور الوسطى . وهكذا، أُطلق على القرنين الخامس والسادس في بريطانيا ، في ذروة الغزوات الساكسونية ، لقب "أحلك العصور المظلمة"،  نظرًا للانهيار المجتمعي لتلك الفترة وما ترتب على ذلك من نقص في السِجلات التاريخية. إلى الجنوب والشرق، كان الشيء نفسه صحيحًا في مقاطعة داسيا الرومانية السابقة، حيث ظل التاريخ بعد الانسحاب الروماني غير مسجل لعدة قرون حيث ناضل السلاف والأفار والبلغار وآخرون من أجل السيادة في حوض الدانوب ، ولا تزال الأحداث هناك محل نزاع . ومع ذلك، في هذا الوقت غالبًا ما تُعتبر أن الخلافة العباسية قد شهدت عصرها الذهبي وليس العصر المظلم؛ وبالتالي، فإن استخدام المصطلح يجب أن يحدد أيضًا الجغرافيا. في حين أن مفهوم بترارك للعصر المظلم يتوافق مع فترة مسيحية في الغالب بعد روما ما قبل المسيحية ، فإن المصطلح ينطبق اليوم بشكل أساسي على الثقافات والفترات في أوروبا التي كانت الأقل مسيحية، وبالتالي كانت مغطاة بشكل متناثر بالسجلات والمصادر المعاصرة الأخرى، في الوقت الذي كتب فيه غالباً من قبل رجال الدين الكاثوليك.
ومع ذلك، منذ أواخر القرن العشرين فصاعدًا، أصبح مؤرخون آخرون ينتقدون حتى هذا الاستخدام غير القضائي للمصطلح لسببين رئيسيين.  أولاً، من المشكوك فيه ما إذا كان من الممكن استخدام هذا المصطلح بطريقة محايدة: فقد يقصده العلماء، لكن القراء العاديين قد لا يفهمونه على هذا النحو. ثانيًا، زادت المعرفة في القرن العشرين من فهم تاريخ وثقافة تلك الفترة،  إلى حد أنها لم تعد "مظلمة" حقًا بالنسبة للمشاهدين المعاصرين.  لتجنب الحكم القيمي الذي يتضمنه هذا التعبير، يقوم العديد من المؤرخين اليوم بتجنبه تماماً.   تم استخدامه أحيانًا حتى تسعينيات القرن العشرين من قبل مؤرخي بريطانيا في أوائل العصور الوسطى، على سبيل المثال في عنوان كتاب نشر عام 1991م من تأليف آن وليامز وألفريد سميث وديفيد بيتر كيربي ، قاموس السيرة الذاتية لبريطانيا في العصر المظلم وإنجلترا واسكتلندا وويلز، ج. 500–ج.1050,  وفي تعليق ريتشارد أبيلز في عام 1998م أن عظمة ألفريد العظيم "كانت عظمة ملك العصر المظلم".  في عام 2020م، لاحظ جون بلير وستيفن ريبون وكريستوفر سمارت أن: "الأيام التي أشار فيها علماء الآثار والمؤرخون إلى القرنين الخامس والعاشر على أنها "العصور المظلمة" قد ولت منذ فترة طويلة، وتُظهر الثقافة المادية المنتجة خلال تلك الفترة درجة عالية من التطور.